# Acanthodelta banjonis
Acanthodelta banjonis är en fjärilsart som beskrevs av Embrik Strand 1914. Acanthodelta banjonis ingår i släktet Acanthodelta och familjen nattflyn. Inga underarter finns listade i Catalogue of Life.